# John Candy
John Franklin Candy, kanadsko-ameriški igralec in komik * 31. oktober 1950 Newmarket, Ontario, Kanada † 4. marec 1994 Durango City, Durango, Mehika.                                       
Candy je znan predvsem po igranju vlog v hollywoodskih filmih. Candy je nastopal in igral kot član podružnice Drugega mesta v Torontu in v drugih serijah mestne televizije (SCTV) ter v komičnih filmih, kot so Stripi, Ledene steze, Poletni najem, Sam doma 1, Veliko na prostem, Vesoljske kroglice in stric Buck ter bolj dramatične vloge v filmih Samo osamljeni in JFK. Eden njegovih najbolj znanih nastopov na televiziji je bil Del Griffith, zgovorni prodajalec prstana za zavese pod tušem v komediji John Hughes Letala, vlaki in avtomobili. Poleg igralskega dela je bil Candy od leta 1991 do smrti solastnik kanadske nogometne lige Toronto Argonauts, moštvo pa je leta 1991 v njegovi lasti osvojilo sivi pokal.
Candy je umrl zaradi srčnega infarkta leta 1994 v starosti 43 let. Njegova zadnja dva filma, v katerih je igral pred smrtjo, Vzhodni vagoni in Kanadska slanina, sta posvečena v njegov spomin.
Poročen je bil z Rosemary Margaret Hobor, s katero je imel 2 otroka.  